# Nikolaus von Bibra
Nikolaus von Bibra (* 1. Viertel des 13. Jahrhunderts; † nach 1307) war Kapitular der Stiftskirche Bibra und lebte überwiegend in Erfurt. Er verfasste ab 1281 den Occultus Erfordensis, eine wichtige Quelle zur Erfurter Stadtgeschichte im ausgehenden 13. Jahrhundert.

## Herkunft
Es ist nicht geklärt, ob Nikolaus von Bibra aus dem fränkisch-thüringischen Adelsgeschlecht der von Bibra stammt. Während dies auf den Stammsitz Bibra bei Meiningen hinweisen würde, verweisen andere Autoren auf die Erwähnung von 1279 im Augustinerchorherrenstift Bibra in Bad Bibra.

## Leben
Über Nikolaus von Bibra ist bekannt, dass er viermal Reisen nach Rom vorgenommen hat. An der Universität Padua hat er vermutlich das Kirchenrecht studiert. Während er als Kapitular in Bad Bibra nachgewiesen ist, hat er den überwiegenden Teil seines Lebens in Erfurt zugebracht und sich dort zuletzt als Mönch in das Peterskloster zurückgezogen.

## DerOccultus Erfordensis
Nikolaus von Bibra beschreibt in seinem Occultus, der in fünf "Distinctionen" gegliedert ist, den Kampf der sich zunehmend verselbstständigenden Erfurter Bürgergemeinde gegen ihren Stadtherrn, den Mainzer Erzbischof. Die Streitigkeiten, die u. a. aus dem machtvollen Ausgreifen der Erfurter ins thüringische Umland resultierten, hatten ihren Höhepunkt im Interdikt, mit dem die Stadt 1279–1282 durch Erzbischof Werner (1259–1284) belegt wurde. Nikolaus von Bibra beschreibt – durchaus polemisch – das unglückliche Handeln des Erfurter Stadtjuristen Heinrich von Kirchberg, den Prozess zwischen Stadt und Erzbischof an der päpstlichen Kurie und die Rolle der Erfurter Geistlichkeit zwischen Stadt und Erzbistum. Die Auseinandersetzungen endeten schließlich mit einer Niederlage der Stadt, die ihre Übergriffe auf Mainzer Rechte und Besitz in Erfurt im Vertrag vom 21. März 1282 teuer zu bezahlen hatten. Eine Folge dieses für die Erfurter unglücklichen Ausgangs war der ebenfalls von Nikolaus von Bibra geschilderte Aufstand Volrats von Gotha (1283), der dazu führte, dass danach am Erfurter Stadtrat auch reiche Handwerkerfamilien beteiligt wurden. Die Zünfte konnten somit in der Folgezeit die Entscheidungen des Rats beeinflussen. Sein Werk fand rasche Verbreitung und wurde in den Schriftenkatalog des Johannes Trithemius aufgenommen.

## Ausgaben und Übersetzungen
- Christine Mundhenk (Hrsg.): Der 'Occultus Erfordensis' des Nicolaus von Bibra. Kritische Edition mit Einführung, Kommentar und deutscher Übersetzung (= Schriften des Vereins für die Geschichte und Altertumskunde von Erfurt, Bd. 3). Böhlau, Weimar 1997, ISBN 3-7400-1018-5.